# 그레이브셤

그레이브셤의 위치

그레이브셤(영어: Gravesham)은 잉글랜드 켄트주에 위치한 비도시 자치구로 중심 도시는 그레이브젠드이며 인구는 105,261명(2014년 기준), 면적은 99.02km2이다.